# God’s Plan (album)
God's Plan – trzeci mixtape amerykańskiej grupy hip-hopowej, G-Unit i rapera 50 Centa, wydany w 2002. Album zawiera remiks utworu "Work It" autorstwa Missy Elliot, a także utwór "Niggas", rapera o pseudonimie The Notorious B.I.G. ze ścieżki dźwiękowej do filmu Bad Boys II. Album zajął 9. pozycję w zestawieniu najlepszych mixtape'ów magazynu XXL.

## Lista utworów
1. "Words from Eminem" - 0:22
2. "Catch Me in the Hood" - 3:43
3. "You're Not Ready" - 3:16
4. "Gangsta'd Up" - 3:04
5. "If Dead Men Could Talk" - 3:01
6. "Banks Workout Pt. 2" - 3:13
7. "Crazy Muthafucka" - 2:24
8. "187 Yayo" - 3:33
9. "The World (feat. Governor)" - 2:24
10. "Short Stay" - 2:23
11. "Minds Playing Tricks" - 1:26
12. "Niggas" - 3:31
13. "Tainted" - 2:22
14. "Ching Ching Ching" 2:11
15. "Work It" [Remix] 4:54